# BE-BOP-HIGHSCHOOL (曲)
「BE-BOP-HIGHSCHOOL」（ビーバップ・ハイ・スクール）は、中山美穂の3枚目のシングル。1985年12月5日にキングレコードからリリースされた。規格品番は、EP: K07S-10071、CDS: KIDS-92。

## 概要
表題曲は中山本人が主演を務めた東映映画『ビー・バップ・ハイスクール』の主題歌として使用された。作詞を松本隆、作曲を筒美京平が手掛けており、同コンビによる作品が表題曲に採用されるのは本作で3作連続となる。
この曲でTBS系で放送されていた『ザ・ベストテン』に初ランクインした。
1992年に8cmCDS化（KIDS-92）され、「BE-BOP-HIGHSCHOOL」と4thシングル「色・ホワイトブレンド」とそれぞれのオリジナルカラオケを収録。

## 収録曲
1. BE-BOP-HIGHSCHOOL
作詞：松本隆 / 作曲：筒美京平 / 編曲：萩田光雄
2. 放課後
作詞：松本隆 / 作曲：筒美京平 / 編曲：新川博

## 楽曲の収録アルバム
- BE-BOP-HIGHSCHOOL
  - VIRGIN FLIGHT '86 中山美穂ファースト・コンサート - ライブ音源
  - COLLECTION
  - Pure White Live '94（限定盤） - ライブ音源（シングルメドレー）
  - Complete SINGLES BOX
  - 中山美穂 パーフェクト・ベスト
  - 中山美穂 パーフェクト・ベスト2 - ライブ・ヴァージョン
  - アイドル黄金時代（オムニバスアルバム）
  - 30th Anniversary THE PERFECT SINGLES BOX
  - All Time Best
- 放課後
  - AFTER SCHOOL
  - VIRGIN FLIGHT '86 中山美穂ファースト・コンサート - ライブ音源
  - Complete SINGLES BOX
  - 30th Anniversary THE PERFECT SINGLES BOX